# Espliceosoma
El espliceosoma o complejo de corte y empalme es un complejo tipo máquina molecular que se encuentra principalmente dentro del núcleo celular eucariota y que está formado por cinco ribonucleoproteínas nucleares pequeñas (snRNP, del inglés small nuclear ribonucleoproteins) capaz de eliminar los intrones (secuencias no codificantes) de los precursores del ARNm; este proceso se denomina splicing de ARN.

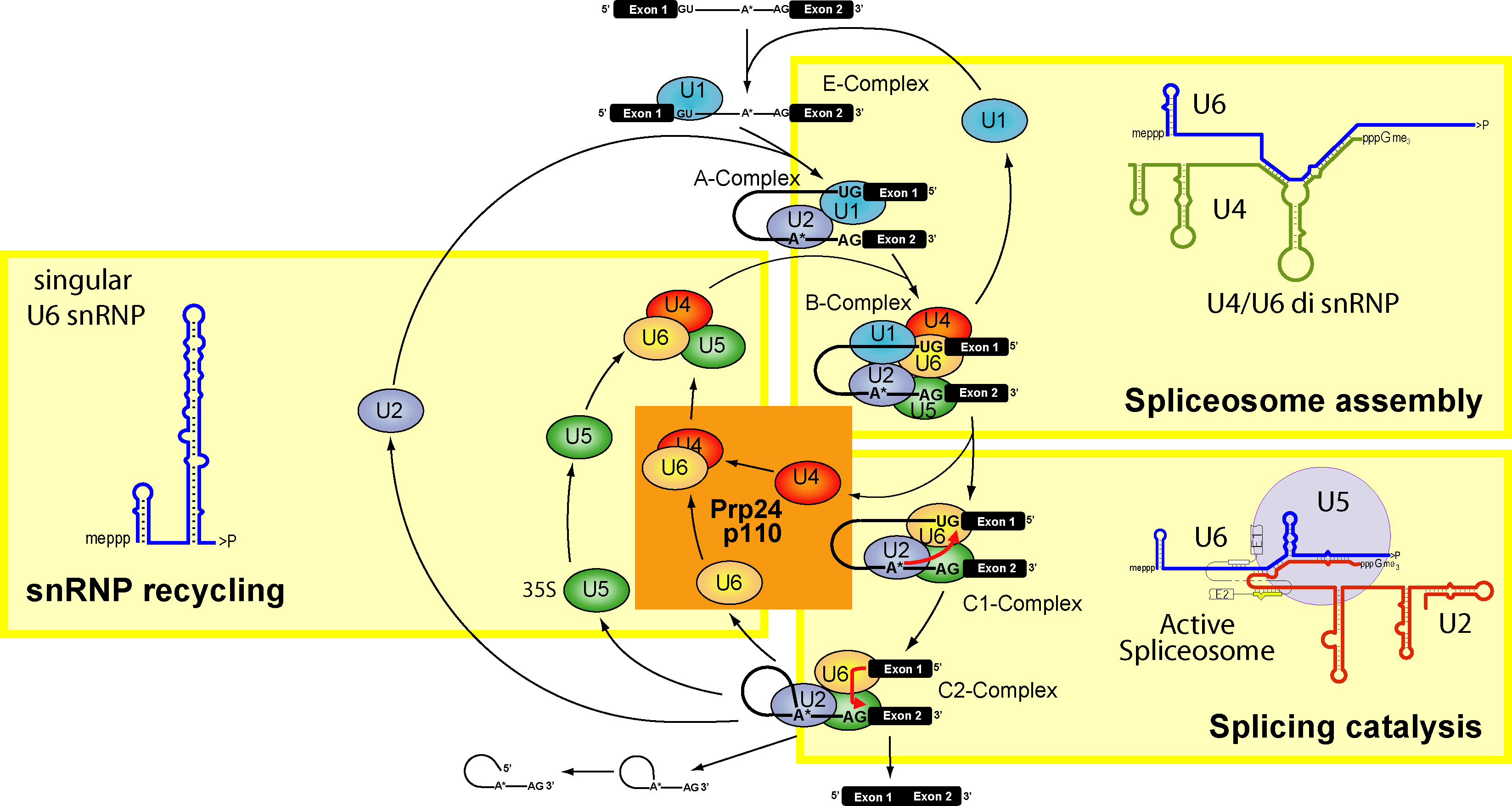
Esquema del ensamblaje del espliceosoma. Se observan las etapas de inclusión de las ribonucleoproteínas U1 a U6

Las snRNP son complejos formados por unas diez proteínas más una pequeña molécula de ARN, rica en uracilo (U), que es la encargada de reconocer al intrón mediante apareamiento complementario de bases.
Las snRNP que forman el spliceosoma se denominan U1, U2, U4, U5 y U6;
 y participan en diversas interacciones ARN-ARN y ARN-proteína. Las snRNP reconocen la secuencia consenso GU (Guanina-Uracilo) del extremo 5´ y AG (Adenina-Guanina) del extremo 3´ del intrón.
Las mutaciones del gen del espliceosoma SF3B1 se detectan en el síndrome mielodisplásico con sideroblastos en anillo, formalmente denominado anemia refractaria con sideroblastos en anillo.